# Bewertung (Geometrie)
Eine Bewertung ist in der Geometrie eine modulare Mengenfunktion, die von einem Mengensystem {\displaystyle S} über einer Grundmenge {\displaystyle X} in eine abelsche Halbgruppe {\displaystyle H} abbildet. Der Begriff sollte nicht mit der Bewertung im algebraischen Sinne verwechselt werden.

## Definition
Sei {\displaystyle X} eine Menge und {\displaystyle V} ein Mengenverband über {\displaystyle X}. Weiter sei {\displaystyle H} eine abelsche Halbgruppe. Eine Funktion {\displaystyle \varphi \colon V\to H} wird Bewertung genannt, wenn
{\displaystyle \varphi (A)+\varphi (B)=\varphi (A\cup B)+\varphi (A\cap B)}
für alle {\displaystyle A,B\in V} gilt.

## Beispiele
- Das Lebesgue-Maß oder die Euler-Charakteristik über die Menge der konvexen Körper des {\displaystyle d}-dimensionalen euklidischen Raum {\displaystyle \mathbb {R} ^{d}} stellen Bewertungen dar.
- Die Dirac-Bewertung auf einem topologischem Raum.

## Eigenschaften
- Eine Bewertung ist per definitionem immer submodular.
- Nach dem Satz von Hadwiger lässt sich eine stetige, isometrie-invariante Bewertung auf dem {\displaystyle d}-dimensionalen euklidischen Raum {\displaystyle \mathbb {R} ^{d}} als eine Linearkombination von Quermaßintegralen darstellen.
- Mithilfe von Bewertungen lässt sich das allgemeine kinematische Hauptsystem der Integralgeometrie formulieren.